# Stenus consentaneus
Stenus (Hypostenus) consentaneus – gatunek chrząszcza z rodziny kusakowatych i podrodziny myśliczków (Steninae).
Gatunek ten został opisany w 1939 roku przez L. Benicka na podstawie okazu odłowionego w 1934 roku w La Caja.
Ciało długości 3,6 mm, zielonkawo połyskujące, grubo i gęsto punktowane. Czerwonożółte są głaszczki, odnóża z wyjątkiem przyczernionych wierzchołków członów stóp oraz czułki z wyjątkiem przyczernionych członów od 3. do ostatniego. Głowa szerokości pokryw. Przedplecze o ¼ dłuższe niż, także za środkiem szerokie. Boki przedplecza umiarkowanie rozszerzone, a jego przednia i tylna krawędź są równej długości, przy czym ta pierwsza widoczna jest tylko jako słaba linia. Pokrywy znacznie szersze i blisko o ¼ dłuższe niż przedplecze. Odwłok cylindryczny, na pierwszym pierścieniu głęboko przewężony. Wcięcie na szóstym sternicie samca raczej ostrokątne i umiarkowanie głębokie. Piąty sternit jest wąski i słabo wyokrąglony.
Chrząszcz neotropikalny, znany wyłącznie z Kostaryki.